# Wespe
SdKfz 124 Wespe, också känd som Leichte Feldhaubitze 18 auf Fahrgestell Panzerkampfwagen II, var en tysk artillerikanonvagn under andra världskriget med en 105 mm haubits som var byggd på Panzer II-chassi. Wespe ("geting") tillfördes de tyska pansar- och pansargrenadjärdivisionernas artilleriregementen från mitten av 1943. Planen var att varje divisionskulle ha 12 Wespe samt sex Hummel. Wespe blev ett effektivt vapensystem som gav pansardivisionernas artilleri ökat skydd och rörlighet, något som behövdes under rörliga pansarstrider. Wespe ingick i flertalet tyska pansar- och pansargrenadjärdivisionernas artilleriregementen och sattes in på östfronten 1943-45, västfronten 1944-45 samt Italien. 662 Wespe samt 158 chassin utan beväpning (avsedd för att transportera ammunition) tillverkades under perioden februari 1943- sommaren 1944. 
Wespe konstruerades av Alkett i början av 1942. Tillverkningen skedde i fabriker i det ockuperade Polen och upphörde när Röda Armén erövrade dessa. 159 fordon utan haubits tillverkades som ammunitionstransportfordon och hade då en besättning på 3 man. Lastkapaciteten var då 90 granater jämfört med 32 för vagnen med haubits.

## Bevarade exemplar
- Munster stridsvagnsmuseum (Tyskland)
- Musée des Blindés in Saumur France
- The Australian Armour and Artillery Museum (Australien) Under renovering